# Kieskeurig
Kieskeurig was een veertiendaags consumentenprogramma van de TROS, dat werd uitgezonden tussen 1979 en 1993. Het was naast Koning Klant het tweede consumentenprogramma op de Nederlandse televisie.
Het programma werd aanvankelijk gepresenteerd door Mireille Bekooij en Hein van Nievelt. Na de overstap van Wim Bosboom van de VARA naar de TROS in 1980 nam deze de plaats in van Hein van Nievelt en werd de laatste invalpresentator, eerder waren dat ook Monique van Erp en Ivo Niehe.
Het programma was behulpzaam bij consumenten met klachten of problemen op consumentengebied. Ook vonden er testen plaats.
Een van de rubrieken was "Het wrak van de weg" waarbij een consument centraal stond die een (meestal tweedehands) auto had gekocht die niet voldeed. Het item eindigde dan bijna altijd met het wrak dat door een snijbrander tot schroot werd verwerkt met daarbij de sample Die zien we nooit meer terug uit het liedje Het Vlooiencircus van het Cocktail Trio.
In 1993 werd het programma voor het laatst uitgezonden en in 1995 opgevolgd door het nog steeds bestaande consumentenprogramma TROS Radar.
Naast het televisieprogramma was er ook een radioprogramma met de naam Kieskeurig. Hier werden onder meer onderwerpen uit de televisie-uitzending verder uitgediept.

## Kieskeurig op Wielen
Van 12 oktober 1985 tot en met 2 januari 1988 waren onder deze naam speciale thema uitzendingen waarin aandacht voor alles dat met verkeer en vervoer te maken had.De naam was hierbij een verwijzing naar het eerder door de TROS uitgezonden programma Wereld op Wielen.